# Cratere Wargentin
Wargentin è un cratere lunare intitolato all'astronomo svedese Pehr Wilhelm Wargentin. Si tratta di un cratere dalla forma alquanto inusuale: il suo interno è stato infatti totalmente riempito dalla lava basaltica, tanto da non avere profondità. Anzi, nel centro del cratere, vi è addirittura un altopiano. Il bordo di Wargentin è, in alcuni punti, frammentato da crateri minori. Le pareti esterne si elevano dal terreno circostante di circa 0,3 km.

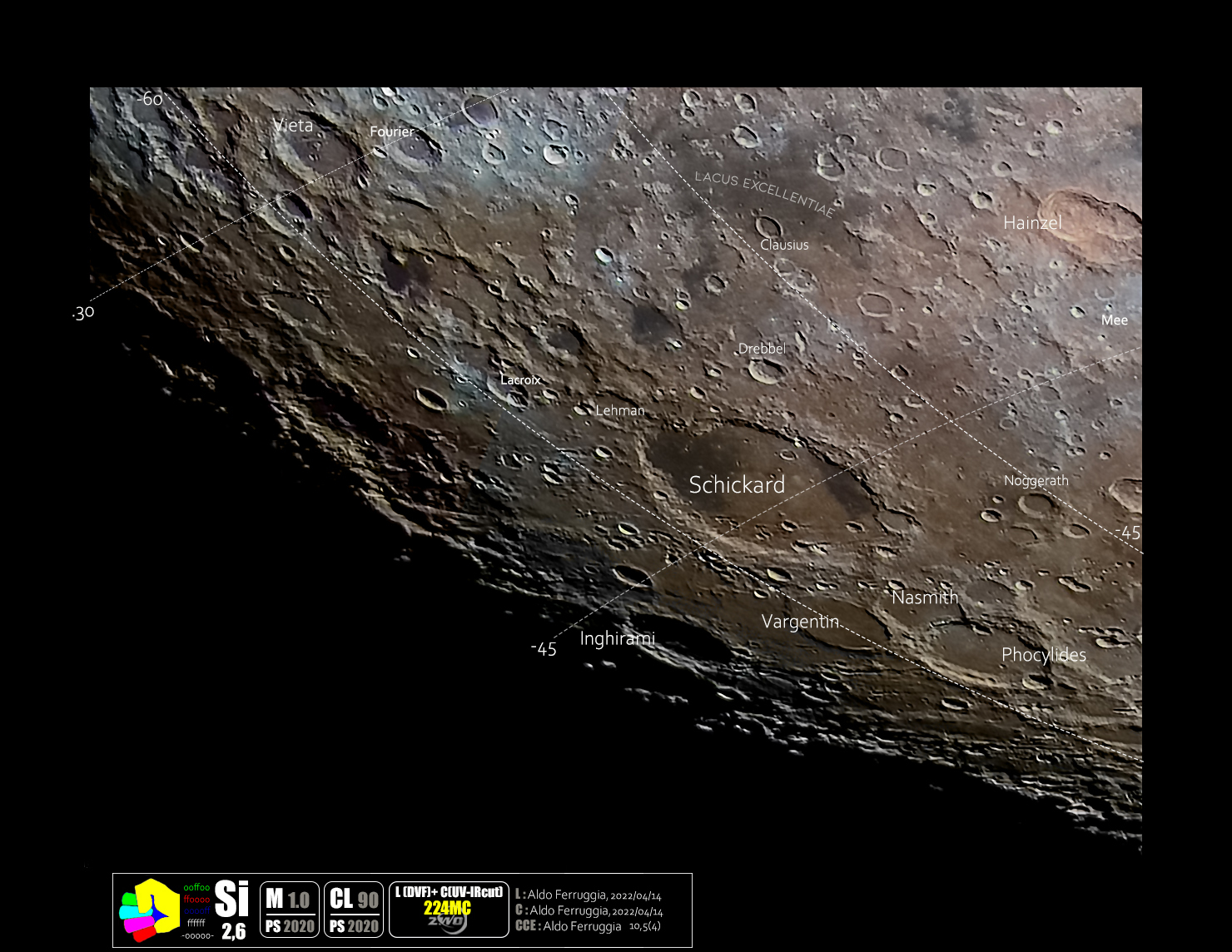
Immagine Selenocromatica(Si) del cratere(in basso a destra)

Il cratere, visto dalla Terra, appare "allungato", in quanto situato nella zona di sud-ovest della faccia visibile della Luna. È a contatto a sud-est con il più piccolo cratere Nasmyth, sovrapposto al grande cratere Phocylides. A nord-est, vi è l'ancora più grande cratere Schickard.

## Crateri correlati
Alcuni crateri minori situati in prossimità di Wargentin sono convenzionalmente identificati, sulle mappe lunari, attraverso una lettera associata al nome.
| Wargentin | Latitude | Longitude | Diameter |
| --------- | -------- | --------- | -------- |
| A         | 47.1° S  | 59.1° W   | 21 km    |
| B         | 51.4° S  | 67.6° W   | 18 km    |
| C         | 47.4° S  | 61.2° W   | 12 km    |
| D         | 51.0° S  | 65.1° W   | 16 km    |
| E         | 50.9° S  | 66.9° W   | 16 km    |
| F         | 51.5° S  | 66.1° W   | 20 km    |
| H         | 47.4° S  | 60.1° W   | 9 km     |
| K         | 48.3° S  | 57.8° W   | 7 km     |
| L         | 48.1° S  | 58.2° W   | 11 km    |
| M         | 48.1° S  | 58.9° W   | 7 km     |
| P         | 48.7° S  | 56.6° W   | 9 km     |